# André Van Ruymbeke
Pour les articles homonymes, voir Van Ruymbeke.
André Van Ruymbeke, de son nom complet Athanase André Van Ruymbeke, né à Lausanne le 17 mars 1921 et mort à Gassin (Var) le 18 septembre 2012 est un résistant, haut fonctionnaire et dirigeant d'entreprise français.

## Biographie
André van Ruymbeke, participe activement à la Résistance, durant l'occupation allemande. Il rejoint le Maroc, puis participe au débarquement de Provence, et à la libération de Toulon.
Licencié ès lettres, il entre en 1947, à l'ENA dans la même promotion que Michel Poniatowski.
Il intègre la direction des affaires administratives et sociales du ministère des Affaires étrangères en 1949, puis il entre au secrétariat d'État aux affaires économiques en 1958. Il est nommé sous-directeur de l'administration des finances en 1962, puis prend la tête de la division chargée des relations avec les pays sous-développés au sein de la Direction des relations économiques extérieures (DREE).
En avril 1966, il devient chef de service et chargé des négociations internationales et administrateur de l'organisme franco-algérien de coopération industrielle.
Directeur des industries agricoles et alimentaires au ministère de l'Agriculture à partir de février 1968, il est nommé en août directeur du Fonds d'orientation et de régularisation des marchés agricoles (FORMA) en remplacement de Pierre Lelong.
Il devient dans les années 1970-80 directeur de l'Union laitière normande, alors première coopérative française avec 11 000 employés. Il habite alors le château d'Agneaux dans la Manche.
Il se retire par la suite dans le Var, où il sera élu, de 1995 à 2008, au conseil municipal de Cogolin.
Il est le père du magistrat Renaud Van Ruymbeke, d'Olivier Van Ruymbeke, ancien élève de l'ENA (promotion « Henri François d'Aguesseau »), ancien maître des requêtes au Conseil d'État, et de l'historien Bertrand Van Ruymbeke, et le grand-père de l'éditeur Thomas Van Ruymbeke, directeur des Éditions Les Perséides.

## Mémoires
- André van Ruymbeke (préface de Bernard Cottret), Une guerre et deux républiques : mémoires, Rennes, Éditions Les Perséides, coll. « D'un siècle à l'autre », 2004, 349 p., 23 cm  (ISBN 2-915596-02-6)

traite notamment du débarquement de Provence et de la libération de Toulon, de l'ENA et des grands ministères, et de l'Union laitière normande.